# 德武河階
德武河階，又稱德武河階群，臺灣東部的河階地形，位於秀姑巒溪中游，即德武里北側，轄境為花蓮縣玉里鎮之東北，共有五階，自南向北下降，其外形呈半圓狀劇場河階，由瑞港公路向南望去可見。德武河階的形成可能是因為河川襲奪的發生所造成，其證據在於德武河階與對岸之舞鶴台地，中間這條河道相當寬闊，並且水流湍急，呈很大弧度由南轉向東，被地理學界認為這處急遽轉向的河道是為「搶水彎」，流經牛山、奇美之間，該河段的地質是八里灣層，其岩性軟而脆，易受湍急水流所侵蝕而不斷崩坍，此為奇美溪向源侵蝕舊花蓮溪而成，也因此造就出「德武河階」。

## 延伸閱讀
- . 《發現》. 大愛電視. 2009-05-16. （原始内容存档于2012年4月18日） （中文（臺灣））. 外部链接存在于|work= (帮助)